# A szőke odaliszk
A szőke odaliszk, más néven  Fekvő lány (L'Odalisque blonde) François Boucher festménye, mely Marie-Louise O’Murphyt (1737–1818) ábrázolja. A festmény ma a kölni Wallraf-Richartz-Museumban látható.
A híres francia rokokó festő képei híven tükrözi a nagy francia forradalom előtti Franciaország, az „ancien régime” életérzését.
A 14 éves, varrólányból lett modellt a művész szétdúlt alkalmi ágyon ábrázolja, egyértelműen erotikus helyzetben. Művészettörténészek az ágy mellett heverő nyitott könyvet is a korban divatos pornográf könyvek egyikének tartják.
Louise O’Murphy egy ír származású francia katonatiszt, Daniel O’Murphy de Boisfaily lánya volt. Több más lányhoz hasonlóan őt is Madame de Pompadour – aki maga már nem tudott eleget tenni XV. Lajos francia király szenvedélyeinek – fedezte fel őt, Giacomo Casanova szerint az ő közreműködésével. A Parc aux Cerfs nevű iskolába helyezték el, ami a király egyfajta háremeként is működött. 1752-ben, 14 éves korában lett a király szeretője. François Boucher a király kérésére festette meg őt.
Louise O’Murphy 16 éves korában leánygyermeket (Agathe Louise de Saint-Antoine de Saint-André) szült a királynak, majd  megpróbált Madame de Pompadour helyébe lépni. Az intrikákban azonban alulmaradt, és a király eltávolította udvarából, férjhez adta Beaufranchet grófhoz.
A történetet 1995-ben Duncan Sprott dolgozta fel az Our Lady of the Potatoes című regényében.
A képet Boucher egy másik változatban is megfestette, ami ma a müncheni Alte Pinakothekben található.

## Galéria
- Az 1752-ben készült másik változat (Alte Pinakothek, München)
- Fiatal fekvő lány (tanulmány), 1751 körül, szén, papír